# Дара Бубамара
Дара Бубамара (серб. Дара Бубамара), настоящее имя Радойка (Рада) Аджич (серб. Радојка „Рада“ Аџић, родилась 21 мая 1976 в Нови-Саде) — сербская певица жанров поп-фолк и турбо-фолк.

## Биография
Ещё в школе Радойка проявила склонность к пению. В школьном хоре она развила свой талант, с 11 лет выступала на различных музыкальных фестивалях. Была гостьей на концерте Лепы Лукич. В 12 лет представляла Воеводину на Змаевых детских играх в Нови-Саде и заняла там первое место. Спустя два года получила приз «Лучший голос Югославии». В 1989 году основала группу «Dara Bubamara Show Band», с которой зарабатывала первые гонорары. Первый альбом «Кошава са Дунава» выпустила в 1993 году с одноимённым синглом, который стал хитом в стране.
После начала сольной карьеры Дара начала сотрудничество с лейблом «Гранд Продукция». Наиболее успешный период в её карьере начался в 2007 году, когда вышел альбом «Додирни ме». Наиболее успешный хит на альбоме — песня «Зидови», одна из наиболее лучших песен Сербии. Помимо этой песни, популярность завоевал песни «Додирни ме», «Пали мали», «Тресе мене љубав, тресе» и «Нека мало». Следующий альбом уже не выходил при поддержке «Гранд Продукции». Сингл «Мами, мами», выпущенный при поддержке «Гранда», стал известным в стране, но Дара вступила в конфликт с директором Сашей Поповичем и расторгла договор. Она утверждала, что Попович угрожал ей судебными тяжбами и что она справится без его помощи, однако расторжение контракта с этим лейблом зачастую многим гарантировало снижение популярности.
Бубамара вскоре заключила договор с малоизвестным лейблом KCN, который и собирался издать её новый альбом. На вопрос о причинах заключения договора с этим лейблом певица ответила, что для неё важнее всего популярность и что она добьётся её вне зависимости от лейбла. Это действительно случилось: в 2010 году вышел альбом «Дара Бубамара» с летним синглом «Ћао аморе» и с другими популярными песнями «Она те пали», «Не планирам», «Мили мој» и «Изађи сам». В 2011 году были сняты клипы на песни «Галама» и «Ноћ за нас», сделавшие Дару одной из самых популярных певиц на Балканах.

## Дискография
- Кошава са Дунава (1993)
- Жељо моја (1994)
- Сви су ту (1997)
- Нису то кише (1999)
- Опа Опа — Best of (2000)
- Двојница (2001)
- Поље јагода (2003)
- Без милости (2005)
- Додирни ме (2007)
- Сангрија (2010)
- Delete (2013)
- Biografija (2017)